# Discographie de Soprano
La discographie du rappeur et chanteur de pop français Soprano se résume à sept albums studio, trois albums live, deux mixtapes et quatre rééditions, pour un total de plus de deux millions d'albums vendus. Elle se compose également de vingt-six singles ainsi que de trente-sept clips vidéo.
Durant sa carrière solo, Soprano a obtenu sept disques d'or, cinq disques de platine, cinq double disques de platine, trois triple disques de platine et trois disques de diamant. Il a également obtenu sept singles d'or, quatre singles de platine et trois single de diamant.

## Albums

### Albums studio
| Titre                                                             | Détails de l'album | Meilleure position | Meilleure position | Meilleure position | Meilleure position | Meilleure position | Ventes             | Certifications                  |
| Titre                                                             | Détails de l'album | FR                 | BEL (WAL)          | BEL (FL)           | SUI                | SUI (ROM)          | Ventes             | Certifications                  |
| ----------------------------------------------------------------- | --- | ------------------ | ------------------ | ------------------ | ------------------ | ------------------ | ------------------ | ------------------------------- |
| Puisqu'il faut vivre                                              | - Sortie : 17 février 2007 - Label : EMI, Hostile Records, Street Skillz - Format : CD, téléchargement digital                                                          | 2                  | 14                 | —                  | 26                 | —                  | : 200 000          | : 1 × Or                        |
| La Colombe                                                        | - Sortie : 4 octobre 2010 (réédition sortie le 18 mars 2011) - Label : EMI, Hostile Records, Street Skillz - Format : CD, téléchargement digital                        | 1                  | 5                  | —                  | 18                 | 2                  | : 210 000          | —                               |
| Le Corbeau                                                        | - Sortie : 18 mars 2011 - Label : EMI, Hostile Records, Street Skillz - Format : CD, téléchargement digital                                                             | 3                  | 10                 | —                  | 44                 | 11                 | : 20 000           | —                               |
| Cosmopolitanie                                                    | - Sortie : 13 octobre 2014 (rééditions sorties le 16 mars 2015 et le 30 octobre 2015) - Label : Parlophone, Warner, Street Skillz - Format : CD, téléchargement digital | 2                  | 3                  | —                  | 24                 | 2                  | : 500 000          | : Diamant                       |
| L'Everest                                                         | - Sortie : 14 octobre 2016 (réédition sortie le 1er septembre 2017) - Label : Rec. 118, Warner, Street Skillz - Format : CD, téléchargement digital                     | 2                  | 2                  | —                  | 14                 | 3                  | : 800 000          | : 2 × Diamant                   |
| Phœnix                                                            | - Sortie : 9 novembre 2018 - Label : Rec. 118, Warner, Street Skillz - Format : CD, téléchargement digital                                                              | 2                  | 4                  | 134                | 10                 | 5                  | : 600 000 : 10 000 | : Diamant : Or[réf. nécessaire] |
| Chasseur d'étoiles                                                | - Sortie : 3 septembre 2021 - Label : Rec. 118, Street Skillz - Format : CD, téléchargement digital                                                                     | 1                  | 2                  | —                  | 11                 | —                  | : 300 000          | : 3 × Platine                   |
| Freedom                                                           | - Sortie : 21 juin 2024 - Label : Rec. 118, Street Skillz - Format : CD, téléchargement digital                                                                         | 1                  | —                  | —                  | —                  | —                  | 32794              |                                 |
| « — » indique que l'album n'est pas sorti ou classé dans le pays. | |                    |                    |                    |                    |                    |                    |                                 |

### Albums live
- 2008 : Live au Dôme de Marseille, avec un DVD Psychanalyse après l'album (DVD d'Or)
- 2012 : E.P Live 2012
- 2015 : Cosmopolitanie Cosmo Tour Edition
- 2017 : Live à L'Orange Vélodrome Marseille
- 2023 : Un peu plus près du Stade de France

### Mixtapes
| Titre                                                                  | Détails de l'album                                                                                  | Meilleure position | Meilleure position | Meilleure position | Ventes   | Certifications |
| Titre                                                                  | Détails de l'album                                                                                  | FR                 | BEL (WAL)          | SUI (ROM)          | Ventes   | Certifications |
| ---------------------------------------------------------------------- | --------------------------------------------------------------------------------------------------- | ------------------ | ------------------ | ------------------ | -------- | -------------- |
| Psychanalyse avant l'album                                             | - Sortie : 2006 - Label : EMI, Hostile Records, Street Skillz - Format : CD, téléchargement digital | 63                 | —                  | —                  | : 5 000  | —              |
| De Puisqu'il faut vivre à La Colombe                                   | - Sortie : 2010 - Label : EMI, Hostile Records, Street Skillz - Format : CD, téléchargement digital | 14                 | 18                 | 41                 | : 10 000 | —              |
| « — » indique que la mixtape n'est pas sortie ou classée dans le pays. | |                    |                    |                    |          |                |

### EPs
| Titre | Détails de l'album                                                                          | Meilleure position | Meilleure position | Meilleure position | Ventes | Certifications |
| Titre | Détails de l'album                                                                          | FR                 | BEL (WAL)          | SUI (ROM)          | Ventes | Certifications |
| ----- | ------------------------------------------------------------------------------------------- | ------------------ | ------------------ | ------------------ | ------ | -------------- |
| C24+  | - Sortie : 5 Avril 2024 - Label : Rec. 118, Street Skillz - Format : téléchargement digital | —                  | —                  | —                  |        | —              |

## Chansons

### Singles
| Année                                                               | Single                                           | Meilleure position | Meilleure position | Meilleure position | Meilleure position | Certifications | Album                       |
| Année                                                               | Single                                           | FR                 | BEL (WAL)          | SUI                | SUI (ROM)          | Certifications | Album                       |
| ------------------------------------------------------------------- | ------------------------------------------------ | ------------------ | ------------------ | ------------------ | ------------------ | -------------- | --------------------------- |
| 2006                                                                | Moi j'ai pas                                     | 28                 | —                  | —                  | —                  |                | Puisqu'il faut vivre        |
| 2007                                                                | Halla Halla                                      | —                  | —                  | —                  | —                  |                | Puisqu'il faut vivre        |
| 2007                                                                | À la bien !                                      | 24                 | —                  | —                  | —                  |                | Puisqu'il faut vivre        |
| 2007                                                                | Ferme les yeux et imagine-toi (avecuring Blacko) | 16                 | —                  | —                  | —                  |                | Puisqu'il faut vivre        |
| 2010                                                                | Darwa                                            | —                  | —                  | —                  | —                  |                | La Colombe                  |
| 2010                                                                | Crazy                                            | 31                 | —                  | —                  | —                  |                | La Colombe                  |
| 2010                                                                | Hiro (avecuring Indila)                          | 2                  | 27                 | —                  | —                  |                | La Colombe                  |
| 2010                                                                | Châteaux de sable (avecuring Awa Imani)          | —                  | —                  | —                  | —                  |                | La Colombe                  |
| 2011                                                                | Dopé                                             | —                  | —                  | —                  | —                  |                | Le Corbeau                  |
| 2011                                                                | Regarde-moi                                      | 18                 | —                  | —                  | —                  |                | Le Corbeau                  |
| 2013                                                                | Quand la musique est bonne (avec Amel Bent)      | 40                 | —                  | —                  | —                  |                | Génération Goldman volume 2 |
| 2014                                                                | Ils nous connaissent pas                         | 36                 | —                  | —                  | —                  |                | Cosmopolitanie              |
| 2014                                                                | Cosmo                                            | 5                  | 16                 | —                  | —                  |                | Cosmopolitanie              |
| 2014                                                                | Fresh Prince (avecuring Uncle Phil)              | 9                  | 7                  | —                  | —                  |                | Cosmopolitanie              |
| 2015                                                                | Clown                                            | 11                 | 8                  | —                  | —                  |                | Cosmopolitanie              |
| 2015                                                                | Millionnaire                                     | 12                 | 16                 | —                  | —                  | Or             | Cosmopolitanie              |
| 2015                                                                | Barman                                           | 16                 | 6                  | —                  | —                  |                | Cosmopolitanie              |
| 2016                                                                | Le diable ne s'habille plus en Prada             | 10                 | 33                 | —                  | —                  | Platine        | L'Everest                   |
| 2016                                                                | En feu                                           | 4                  | 29                 | —                  | —                  | Diamant        | L'Everest                   |
| 2016                                                                | Mon Everest (avecuring Marina Kaye)              | 11                 | 32                 | —                  | 8                  | Diamant        | L'Everest                   |
| 2017                                                                | Roule                                            | 5                  | —                  | 99                 | 10                 | Diamant        | L'Everest                   |
| 2017                                                                | Cœurdonnier                                      | 13                 | —                  | —                  | —                  | Or             | L'Everest                   |
| 2017                                                                | Mon précieux                                     | 16                 | 49                 | —                  | —                  | Platine        | L'Everest                   |
| 2018                                                                | Amour siamois (avecuring Lili Poe)               | 75                 | —                  | —                  | —                  |                | L'Everest                   |
| 2018                                                                | À la vie à l'amour                               | 15                 | 12                 | —                  | 15                 | Or             | Phœnix                      |
| 2018                                                                | Zoum (avecuring Niska)                           | 31                 | 41                 | —                  | —                  | Platine        | Phœnix                      |
| 2019                                                                | Fragile                                          | 32                 | 40                 | —                  | 19                 | Or             | Phœnix                      |
| 2019                                                                | Le Coach (avecuring Vincenzo)                    | 5                  | 20                 | —                  | 14                 | Platine        | Phœnix                      |
| 2019                                                                | À nos héros du quotidien                         | 5                  | 17                 | —                  | 10                 | Platine        | Phœnix                      |
| 2019                                                                | Musica (avecuring Ninho)                         | 52                 | —                  | —                  | —                  | Platine        | Phœnix                      |
| 2020                                                                | Ninja                                            | 23                 | 32                 | —                  | —                  | Platine        | Phœnix                      |
| 2020                                                                | Chasseur d'étoiles (avecuring P3GASE)            | —                  | —                  | —                  | —                  |                | Phœnix                      |
| 2021                                                                | Près des étoiles                                 | 88                 | 13                 | —                  | —                  | Or             | Chasseur d'étoiles          |
| 2021                                                                | Dingue                                           | 125                | 26                 | —                  | —                  | Platine        | Chasseur d'étoiles          |
| 2021                                                                | NKOTB                                            | —                  | —                  | —                  | —                  |                | Chasseur d'étoiles          |
| 2021                                                                | Forrest                                          | —                  | 34                 | —                  | —                  | Or             | Chasseur d'étoiles          |
| 2022                                                                | Superman n’existe pas (avecuring Zamdane)        | —                  | —                  | —                  | —                  |                | Chasseur d'étoiles          |
| 2022                                                                | Venga Mi (avecuring Gradur)                      | 161                | —                  | —                  | —                  | Or             | Chasseur d'étoiles          |
| 2022                                                                | 3615 Bonheur                                     | —                  | 42                 | —                  | —                  |                | Chasseur d'étoiles          |
| 2022                                                                | Money                                            | —                  | —                  | —                  | —                  |                | Chasseur d'étoiles          |
| 2024                                                                | C24                                              | —                  | —                  | —                  | —                  |                | Freedom                     |
| 2024                                                                | Facile à danser                                  | —                  | —                  | —                  | —                  |                | Freedom                     |
| 2024                                                                | Freedom                                          | —                  | —                  | —                  | —                  |                | Freedom                     |
| 2024                                                                | Tour du monde                                    |                    |                    |                    |                    |                | Émancipation                |
| 2024                                                                | Si tu savais (avec Limsa d'Aulnay)               |                    |                    |                    |                    |                | Émancipation                |
| 2024                                                                | Emprise                                          |                    |                    |                    |                    |                | Émancipation                |
| 2024                                                                | Quoi qu'il arrive ça va aller                    |                    |                    |                    |                    |                | Émancipation                |
| « — » indique que le single n'est pas sorti ou classé dans le pays. |                                                  |                    |                    |                    |                    |                |                             |

### Singles en collaboration
| Année                                                               | Single                                                               | Meilleure position | Meilleure position | Meilleure position | Meilleure position | Certifications | Album                                               |
| Année                                                               | Single                                                               | FR                 | BEL (WAL)          | SUI                | SUI (ROM)          | Certifications | Album                                               |
| ------------------------------------------------------------------- | -------------------------------------------------------------------- | ------------------ | ------------------ | ------------------ | ------------------ | -------------- | --------------------------------------------------- |
| 2008                                                                | Dernière chance (de Léa Castel avecuring Soprano)                    | 5                  | 36                 | 66                 | —                  |                | Pressée de vivre                                    |
| 2011                                                                | Chérie coco (de Magic System avecuring Soprano)                      | 2                  | 11                 | 69                 | —                  |                | Toutè Kalé                                          |
| 2011                                                                | C'est ma life (de DJ Abdel avecuring Soprano)                        | 26                 | —                  | —                  | —                  |                | Évolution                                           |
| 2012                                                                | Coup de cœur (de Kenza Farah avecuring Soprano)                      | 16                 | —                  | —                  | —                  |                | 4 Love                                              |
| 2015                                                                | Mieux que nous (de M. Pokora avecuring Soprano)                      | 29                 | 50                 | —                  | —                  | Or             | RED                                                 |
| 2015                                                                | No Me Mires Más (de Kendji Girac avecuring Soprano)                  | 7                  | 11                 | 31                 | 7                  | Diamant        | Ensemble / Cosmopolitanie : En route vers l'Everest |
| 2017                                                                | Frérot (de Black M avecuring Soprano)                                | 33                 | —                  | —                  | —                  | Or             | Éternel Insatisfait                                 |
| 2018                                                                | Chez nous (Plan d'Aou, Air Bel) (de Patrick Fiori avecuring Soprano) | 50                 | —                  | —                  | —                  |                | Promesse                                            |
| 2018                                                                | C'est que du rap (de Bigflo et Oli avecuring Black M & Soprano)      | 134                | —                  | —                  | —                  |                | La Vie de rêve                                      |
| 2020                                                                | La Vida (de L'Algérino avecuring Soprano)                            | 53                 | —                  | —                  | —                  |                | Moonlight                                           |
| 2020                                                                | Le Cœur holiday (de Mika avecuring Soprano)                          | —                  | —                  | —                  | —                  |                | —                                                   |
| « — » indique que le single n'est pas sorti ou classé dans le pays. |                                                                      |                    |                    |                    |                    |                |                                                     |

### Autres chansons classées
| Année                                                                  | Single                           | Meilleure position | Album                                    |
| Année                                                                  | Single                           | FR                 | Album                                    |
| ---------------------------------------------------------------------- | -------------------------------- | ------------------ | ---------------------------------------- |
| 2014                                                                   | Préface                          | 27                 | Cosmopolitanie                           |
| 2014                                                                   | Mélancolie                       | 15                 | Cosmopolitanie                           |
| 2014                                                                   | Ti Amo                           | 18                 | Cosmopolitanie                           |
| 2014                                                                   | Luna                             | 119                | Cosmopolitanie                           |
| 2014                                                                   | Le pain                          | 133                | Cosmopolitanie                           |
| 2015                                                                   | J'ai encore rêvé de toi          | 192                | Cosmopolitanie : En route vers l'Everest |
| 2016                                                                   | Marseille c'est… (avecuring Jul) | 40                 | L'Everest                                |
| 2016                                                                   | Attitude (avecuring Black M)     | 169                | L'Everest                                |
| 2016                                                                   | Parle-moi                        | 193                | L'Everest                                |
| 2016                                                                   | Rihanna (avecuring Alonzo)       | 86                 | L'Everest                                |
| 2017                                                                   | Demain c'est maintenant          | 76                 | L'Everest (réédition)                    |
| 2017                                                                   | Prélude du phœnix                | 73                 | L'Everest (réédition)                    |
| 2017                                                                   | Marc Landers                     | 85                 | L'Everest (réédition)                    |
| 2018                                                                   | La voisine                       | 195                | Phœnix                                   |
| 2019                                                                   | Cabeza                           | 92                 | Phœnix (réédition)                       |
| 2019                                                                   | Je suis                          | 125                | Phœnix (réédition)                       |
| 2019                                                                   | Papa Sopra                       | 133                | Phœnix (réédition)                       |
| 2019                                                                   | Azzura                           | 174                | Phœnix (réédition)                       |
| 2019                                                                   | Du temps plein                   | 179                | Phœnix (réédition)                       |
| « — » indique que la chanson n'est pas sortie ou classée dans le pays. |                                  |                    |                                          |

### Collaborations et apparitions
- 1998
  - Psy 4 de la rime - Les mercenaires sur la compilation, Vague Nocturne
  - Psy 4 de la rime feat. 143 et Section Nique Tout  - Balsun sur la compilation, L'odyssee Martienne Vol. 1
  - Psy 4 de la rime - L'œil de ma liberté sur la B.O. du film, Zonzon

- 1999
  - Psy 4 de la rime - Si tu m'entends sur la compilation, L'odyssée martienne Vol. 2
  - Psy 4 de la rime - La Psy 4 tra sur la compilation, Opération Dragon
  - Psy 4 de la rime - Espoir sur la compilation, Groove 100 % Hip-Hop Marseillais
  - Prodige Namor avec Soprano - Où sont les enfants ? sur l'album de Prodige Namor, L'heure de vérité (produit par Mounir Belkhir et Soprano)
  - Psy 4 de la rime - Le plaisir de l'effort sur la mixtape, La Cosca mixtape
  - Bouga avec Brigand, Freeman, Soprano, Tony et Paco - Libre Style Part 2 sur la mixtape, La Cosca mixtape

- 2000
  - Sad Hill All Stars (Psy 4 de la rime avec Def Bond, Yak) - Sad hill Impact sur la compile, Sad hill Impact
  - Psy 4 de la rime - La Fierté au sang sur la mixtape, Sad Hill impact
  - Soprano avec Sako - Pour de meilleurs lendemains, sur la mixtape Sad Hill impact
  - Psy 4 de la rime - Pour mes gens sur la mixtape, Sad Hill impact
  - Psy 4 de la rime - La pluie d'un désert sur la B.O. du film, Comme un aimant
  - Psy 4 de la rime - Aux armes sur la compilation, Time Bomb session vol. 1

- 2001
  - Psy 4 de la rime - Le départ sur la compile Sur un air positif 
  - Gerald Alston avec Soprano - Sugar sur la B.O. du film Comme un aimant

- 2002
  - Akhenaton avec Soprano - Paranoia sur l'album d'Akh, Black album
  - La Boussole avec Soprano - Y a pas de cagoule sur l'album de La Boussole, Rappel
  - Psy 4 de la rime - Je reste militant sur la compile Les militants Hors série

- 2003
  - IAM avec Soprano - La violence sur l'album d'IAM, Revoir un printemps
  - Psy 4 de la rime - L'assemblée sur la mixtape TSE Music Vol.1
  - 45 Niggaz avec Soprano - 5 éléments sur l'album de 45 Niggaz, Justice Sauvage

- 2004
  - La Swija avec Soprano - En bas sur l'album de La Swija, Des racines et des ailes
  - La Swija avec Psy 4 de la rime - Au sourire levant sur l'album de La Swija, Des racines et des ailes
  - Soprano - S.O.P.R.A. sur la mixtape Têtes brulées 
  - Soprano avec L'Algérino et Kalash l'Afro - Réseaux pas hallal sur la compile Street Lourd Hall Stars
  - Kery James avec Soprano et Rohff - La force sur la compile Savoir et vivre ensemble
  - Psy 4 de la rime - L'assemblée sur la mixtape TSE Music
  - Bouchées Doubles avec Psy 4 de la rime - Micro trottoir sur le EP de Bouchées Doubles, Matière grise
  - Soprano avec Mino - L'enfer du devoir sur la mixtape Projet Ares
  - Sang Pleur feat. Le Rat Luciano, Soprano & Carré Rouge - (sur l'EP de Sang Pleur, L'enfer me ment)
  - Psy 4 de la rime - Marseillais sur la compile OM all stars
  - Beretta avec Soprano - Animaux dans les mots sur l'album de Beretta, Rimes 2 zone
  - Beretta avec Soprano et L'Algérino - Aussi Profond que l'océan sur l'album de Beretta, Rimes 2 zone

- 2005
  - Kayna Samet avec Soprano - Besoin de renaitre sur l'album de Kayna, Entre deux je
  - L'Algérino avec Soprano - Étoile d'un jour sur l'album de L'Algérino, Les derniers seront les premiers
  - L'Algérino avec Psy 4 de la rime et IAM - M.A.R.S. sur l'album de L'Algérino, Les derniers seront les premiers
  - Jamel Mektoub avec Soprano - Boycott sur l'album de Jamel Mektoub Disque d'or
  - Médine avec Soprano - Anéanti sur l'album de Médine, Jihad, le plus grand combat est contre soi même
  - Psy 4 de la rime - Lova sur la compile Illicite projet
  - Psy 4 de la rime avec Mystik et Mino - J'reste au front sur la compile Hematom résurrection
  - Soprano - Fréro tiens l'coup sur la mixtape Haute tension
  - Psy 4 de la rime - De la paix à la haine sur la mixtape Neochrome Vol.3
  - Soprano avec Mino et La Swija - Stallag 13 sur la mixtape Stallag 13
  - Soprano avec Mino - On est les autres sur la mixtape Stallag 13
  - Psykoz feat. Le Rat Luciano et Soprano - Rap de galeriano (sur la compile Mars donne l'alerte)
  - Soprano avec Cesare - Freestyle radio sur la mixtape Stallag 13
  - Le Rat Luciano, Psy 4 de la Rime, L'Algérino et Bouga - Marseille all stars sur la mixtape Crise des banlieues
  - Soprano avec Vincenzo - Bootleg sur la mixtape Rap performance
  - Soprano avec Sang Pleur et Costello - La came m'isole sur la mixtape Cocktail Xplosif
  - Alibi Montana avec Moubaraka et Soprano - Déterminé sur le Street CD d'Alibi Montana, Toujours ghetto Vol.2

- 2006
  - Akhenaton avec Psy 4 de la rime - Vue de la cage sur l'album d'Akh, Soldats de fortune
  - Psy 4 de la rime - Bienvenue à Massilia sur la mixtape Mixtape evolution
  - Soprano avec Sako et Akhenaton - Tant que Dieu... sur la mixtape La Cosca Team Vol.2
  - Psy 4 de la rime - Fou sur la mixtape La Cosca Team Vol.2
  - La Cosca Team - La ronde sur la mixtape La Cosca Team Vol.2
  - Soprano - Moi j'ai pas sur la compile Hostile 2006
  - Soprano - Mars vice sur la compile Illégal Radio
  - Moubaraka avec Soprano - Espérance sur le Street CD de Moubaraka, L'envie de percer
  - Soprano avec Léa Castel - Dernière chance sur la compilation Block Life 4 et sur l'album de Léa Castel Pressée de vivre
  - Soprano avec Médine - Ils disent sur la compilation Block Life 4
  - Psy 4 de la rime - La Cosca sur la compile Independenza labels
  - Psy 4 de la rime - Paix à la haine sur la mixtape 1Konito Vol.3
  - Samat avec Soprano - Réfléchi sur l'album de Samat, Juste milieu
  - Larsen avec Soprano - Va leur dire sur le Street CD de Larsen, Dark album : en parallèle
  - Soprano - Au-delà des codes postaux sur la mixtape Dans les rues de Marseille
  - Ak1 avec Soprano - Un bout de magie sur l'album À la force des mots

- 2007
  - Alonzo avec Soprano et S.Teban  - The world needs you sur la mixtape TSE Music l'apéro
  - Tony Parker avec Soprano et Don Choa - Les clés de la réussite sur l'album de Tony Parker, Tony Parker
  - K.ommando Toxic avec Soprano et Tonino - Au taquet sur le Street CD du K.ommando, Cocktail explosif
  - Psykopat avec Soprano - Qui sur le Street CD des Psykopat, Antholopsy
  - Melissa M avec Soprano - Jour de pluie sur l'album de Melissa, Avec tout mon amour 
  - Kalash l'Afro avec Soprano - Armadeus et Ghettoven sur l'album de Kalash, Cracheur de flammes
  - Lorenzo avec Soprano - La haine sur l'album de Lorenzo, La Rafale
  - Psy 4 de la rime - Version originale sur la mixtape d'IAM, Official mixtape
  - El Matador avec Soprano - Besoin d'être libre sur l'album d'El Matador, Parti de rien
  - Vitaa avec Soprano - Pas cette fois
  - Tiken Jah Fakoly avec Soprano - Ouvrez les frontières sur l'album de Tiken Jah Fakoly, L'africain
  - Psy 4 de la rime avec Kalash l'Afro - Assaut marseillais sur la compile Héritiers du crime
  - Mino avec Soprano - Deviens ce que tu es sur le Street CD de Mino, Il était une fois...
  - 113 avec Psy 4 de la rime - On flirte sur l'album de Rim-K, Familles nombreuses
  - Aketo avec Soprano et Salif - Réveillons-nous sur le Street CD d'Aketo, Cracheur de venin
  - Don Choa avec Soprano - Le sud le fait mieux sur l'album de Don Choa, Jungle de béton
  - Soprano - Inaya extrait de l'album des Psy 4 de la Rime Les Cités d'Or

- 2008
  - Demon One avec Soprano - J'étais comme eux sur l'album de Demon One, Démons et merveilles
  - Freeman avec Alonzo et Soprano - La faim sur l'album de Freeman, L'espoir d'un (c)rêve
  - Léa Castel avec Soprano - Dernière chance sur l'album de Léa Castel, Pressée de vivre
  - Léa Castel avec Soprano - Histoire d'une absence sur l'album de Léa Castel, Pressée de vivre
  - Zaho avec Soprano - Hey papi sur l'album de Zaho, Dima
  - Psy 4 de la rime avec Mino, Tonyno et Lorenzo - Le goût de la honte sur la compile Original Bombattak Vol.2
  - Soprano - Victory sur la B.O du jeu Fifa 2009
  - Zginga avec Soprano - Exister c'est résister
  - Brasco avec Soprano - On fait semblant sur l'album de Brasco, Vagabond
  - Psy 4 de la rime - Airfly
  - Enhancer avec Soprano - Rêver sa vie sur l'album de Enhancer, Désobéir
  - GSX avec Soprano - Ma jeunesse
  - 3e Œil avec Psy 4 de la rime - Le réseau
  - Lygne 26 avec Psy 4 de la rime - Sans Stress sur l'album de Lygne 26, Rockstar Attitude
  - Soprano avec La Swija et Mino - De Notre-Dame A ... - sur la mixtape Département 13

- 2009
  - Kenza Farah avec Psy 4 de la rime - On tient le coup sur l'album de Kenza Farah Avec le cœur
  - La Swija avec Soprano - Téléthon sur l'album de la Swija, Au sourire levant.
  - La Fouine avec Soprano - Repartir à zéro sur l'album de La Fouine, Mes repères.
  - La Fouine avec Soprano et Sefyu - Ca fait mal Remix sur l'album de La Fouine, Mes repères.
  - Stress avec Soprano - Sacrifices sur l'album de Stress 'Des rois, des pions et des fous.
  - Mik Delit avec Soprano - Le petit Marseillais sur l'album de Mik Delit Tu verras dans nos yeux.
  - Larsen avec Soprano - Un monde cruel sur l'album de larsen Arme de guerre algérienne.
  - Zephir avec Soprano - Forza OM sur l'album de Zephir, Compilation Winners.
  - Black Marché avec Soprano - Bienvenue à Marseille sur l'album de Black Marché, French Connexion.
  - La Swija avec Soprano - Marseille United sur le projet de Rim-K, Maghreb United
  - Révolution Urbaine avec Soprano - Ghetto sur l'album de Révolution Urbaine, L'histoire ne fait que commencer
  - Soprano - Au Sommet sur la B.O du jeu Fifa 2010

- 2010
  - Sat avec Soprano et Akhenaton - Plus que de la musique sur l'album de Sat, Diaspora
  - Soprano avec ZPU - Primera clase de He tenido un sueño
  - Soprano avec Delahoja - Nuestra B.S.O extrait et videoclip du maxi Nuesra B.S.O

- 2011
  - Ikbal avec Indila, Soprano et Mac Tyer - Criminel Deluxe sur l'album de TLF, Renaissance Édition Collector
  - Magic System avec Soprano - Chérie coco sur l'album de Magic System
  - Green Money(Banlieue Sale) avec Soprano - Look my Swagg remix sur l'album de Green Money Greenologie
  - La Fouine avec Soprano, Admiral T, Seth gueko, Canardo, Nessbeal (Hosted by Dj Battle et Cut Killer) - Bafana Bafana Remix sur l'album de La Fouine
  - Zahra Universe avec Soprano - dancing by the fire sur l'album de Zahra Universe
  - Fabri Fibra avec Soprano et Rap Futuristico sur l'album de Fabri Fibra
  - Soprano avec Kenyon - Crazy Remix
  - Farhad avec Soprano - Ligne de vie sur l'album de Farhad A chœur ouvert
  - Namor avec Soprano - L'heritage de l'amour sur l'album de Farhad Canal historique
  - Fabri Fibra avec Soprano et Redman - Tranne te
  - Mélissa Nkonda avec Soprano - Nouveaux Horizons 
  - Soprano - Camarades (Remix) sur la mixtape de DJ Battle Spécial dédicace au rap français vol.4
  - Predatene avec Soprano - Terre Inconnue
  - Enhancer avec Soprano, Salif, Canardo et Lord Kossity - Rêver sa vie Remix sur le Best Of de Ehancer
  - Nessbeal avec Soprano - Drapeau blanc sur Sélection naturelle de Nessbeal
  - Sniper avec Soprano - J'te parle sur A toute épreuve
  - DJ Abdel avec Soprano - C'est ma life sur Évolution de DJ Abdel
  - Mokobé avec Soprano - Taxiphone sur Africa Forever de Mokobé
  - Krys avec Soprano - Soldat
  - Corneille avec Soprano - Au bout de nos peines sur Les Inséparables
  - La Fouine avec Soprano et Corneille - Encore une nuit sur Capitale du crime 3
  - Evaanz avec Soprano - Le silence sur Capitale du crime volume 3
  - Psy 4 de la rime avec Khalass - Heya sur la compilation de DJ Kore Raï'n'B Fever 4
  - Dragon Davy avec Soprano - Unit Country

- 2012
  - Don Vincenzo avec Psy 4 de la rime- Washillé sur l'album de Don Vincenzo La matrice
  - Alonzo avec Psy 4 de la rime - Mirobolant sur Amour, Gloire et Cité
  - Fnaïre avec Soprano - A MÂALAM
  - Collectif Paris-Africa - Des Ricochets
  - Mister You avec Soprano - Animal story sur MDR2 de Mister You
  - Kenza Farah avec Soprano - Coup de cœur sur l'album 4 Love
  - Sultan avec Psy 4 de la rime - Le Mzé sur l'album de Sultan Des Jours Meilleurs
  - Sadek avec Soprano - Au bout du chemin sur la mixtape de Sadek La Légende de Jonny Nuimm

- 2013
  - Maître Gims avec Soprano, H-Magnum, Bedjik, Dr. Bériz - De Marseille à Paris dans Ceci n’est pas un clip Part.3 et aussi sur la réédition de Subliminal, La Face cachée
  - Maître Gims avec Youssoupha, Soprano, Orelsan, Zaho et Dry - Freestyle Subliminal Show
  - Amel Bent avec Soprano - Quand la musique est bonne sur l'album Génération Goldman volume 2
  - Seth Gueko avec Soprano - Ma Dalton sur l'album de Seth Gueko Bad Cowboy
  - Maître Gims avec Soprano - Abuseyremix de Pas Touché extrait de l'album de Maître Gims, Subliminal
  - Fababy avec Soprano - Dans mon monde sur l'album de Fababy La Force du nombre
  - Hayce Lemsi avec Soprano - Bario sur la mixtape de Hayce Lemsi Électron Libre
  - Singuila avec Soprano - Qu'est-ce qu'elle est bonne sur un Single
  - Akhenaton, Disiz, Dry, Kool Shen, Lino, Nekfeu, Nessbeal, Sadek, Sneazzy, S.Pri Noir, Still Fresh, Soprano et Taïro - Marche BO du film La Marche
  - Shtar Academy avec Némir, Keny Arkana, Nekfeu, Nor, R.E.D.K, T-Killa, Lino, Bakar, Psy 4 de la rime, Sat, Médine, Orelsan et Gringe - Les portes du pénitencier  sur le projet de la Shtar Academy

- 2014
  - R.E.D.K. avec Soprano - Laisse Nous Faire sur l'album de R.E.D.K., Chant de vision
  - Révolution Urbaine avec Soprano - No Life sur l'album de Révolution Urbaine, Cheval de Troie
  - Tiers Monde avec Soprano - Block To The Future sur l'album de Tiers Monde, Toby Or Not Toby
  - Kayna Samet avec Soprano - No Money sur l'album de Kayna, Thug Wife
  - L'Algérino avec Soprano - Salam sur l'album de L'Algérino, Aigle Royal
  - Charles Aznavour avec Black M, Soprano, Amel Bent, Vitaa, Matt Houston, The Shady Brothers et Élisa Tovati - Sa Jeunesse sur la compilation Aznavour, sa jeunesse
  - Never Slave Muzik avec Soprano - Magic

- 2015
  - Puissance Nord avec Soprano - BlackOut sur l'album de Puissance Nord, Évasion
  - M. Pokora avec Soprano - Mieux que nous sur l'album de M. Pokora, RED 
  - Zak et Diego avec Soprano - Mama
  - Zak et Diego avec Soprano - Pas de souci
  - Diden avec Soprano - Crazy Night sur l'album de Diden, No Limit
  - Disiz avec Youssoupha et Soprano - La promesse sur l'album de Disiz, Rap Machine
  - DJ Abdel avec Jul et Soprano - Fais le moonwalk sur la mixtape Double Face 2015
  - Ikbal avec Soprano et Hayce Lemsi - Claque des dents
  - Tito Prince avec Soprano - Courage Girl sur l'album de Tito Prince, Toti Nation
  - DA avec Soprano - Favelas sur le projet de DA, Shottas
  - Gradur avec Soprano - La Mala sur la mixtape de Gradur Sheguey Vara 2
  - Kendji Girac avec Soprano - No Me Mires Más sur l'album de Kendji Girac, Ensemble

- 2016
  - Ikbal avec Soprano et Keros-N - Claque des dents [West indies remix] sur l'album de TLF, No Limit
  - Kool Shen avec Soprano - Sais-tu danser ? sur l'album de Kool Shen, Sur le fil du rasoir
  - The Shin Sekaï avec Soprano - Plumer sur l'album de Shin Sekaï, Indéfini
  - Les Enfoirés - Au rendez-vous des Enfoirés
  - MOH avec Soprano - Love sur l'album de MOH, L'art des mots
  - Jul avec Soprano - Ça ne change pas sur l'album de Jul, Album Gratuit
  - Black M avec Soprano - Frérot sur l'album de Black M, Éternel Insatisfait
  - R.E.D.K avec Soprano - Plan B sur la BO du film Chouf

- 2017
  - Alonzo avec Soprano - La famille sur l'album d'Alonzo, 100%
  - Marina Kaye avec Soprano - Vivre sur l'album de Marina Kaye, Explicit
  - Naps avec Soprano - Capuché sur l'album de Naps Pochon Bleu

- 2018
  - Patrick Fiori avec Soprano - Chez Nous
  - Kore avec Soprano et Kooseyl - A2000 sur la BO du film Taxi 5
  - Jul avec Soprano - TKT sur l'album Inspi d'ailleurs
  - L'Algérino avec Soprano, Naps et Alonzo - Les 4 Fantastiques sur l'album International
  - Bigflo et Oli avec Soprano et Black M - C'est que du rap sur l'album La vie de rêve
  - Mac Tyer avec Soprano et Youssoupha - Ça arrive sur l'album C'est la street mon pote

- 2019
  - Hooss avec Soprano et Jul - Stone sur l'album French Riviera Vol. 3
  - Moubarak avec Jul, TK, Psy 4 de la rime - 13 Marseille sur l'album de Moubarak La Rafale
  - Tiers avec Soprano - Paix-roriste
  - Amel Bent avec Soprano - C'est la folie sur l'album Demain
  - IAM avec Psy 4 de la rime - Seft Made Men sur l'album d'IAM Yasuke
  - Bramsito & Soprano - "Millions de mélos - sur l'album Prémices
  - Ghetto Phénomène avec Soprano - La vida sur l'album Money Time

- 2020
  - Hatik avec Soprano - Plus rien à perdre sur l'album BO de la série Validé
  - L'Algérino avec Soprano - La vida sur l'album Moonlight
  - Mika avec Soprano - Le Cœur holiday
  - Patrick Fiori avec Soprano - Si tu tombes
  - Le Rat Luciano, Soprano, Jul, L'Algérino, Sysa, Solda, Menzo, Stone Black et Fahar - Tout a changé sur l'album 13'Organisé
  - Many, Jul, Solda, Moubarak, Soprano, Elams et Soso Maness - Combien sur l'album 13'Organisé
  - Guirri Mafia avec Soprano - Tendu sur l'album Clan Ötomo
  - Lartiste, Medi Meyz, Ritchy Boy & Soprano - BangOBang
  - Tayc avec Soprano - Combleuses de rêves sur l'album Fleur froide

- 2021
  - Ninho, SCH, Da Uzi  (avec Hornet La Frappe, Leto, Sadek, Soprano) - La vie du binks sur la compilation 20/21
  - Soprano et Hornet La Frappe - Bon pied sur la compilation 20/21
  - V13 avec Soprano, Jock Smoke, Tonyno - Enfants du monde (sur l'album V13)
  - Kendji Girac avec Soolking, Soprano, Naps - Bebeto (Remix)
  - Alonzo avec Soprano & Rohff - La patrie
  - Thabiti avec Soprano - Narende x2 (sur l'album Costa Azzurra)

- 2022
  - Kayna Samet & Soprano - Bourbier (sur album du film Les Segpas)
  - Slimane avec Soprano - La vie est belle (sur l'album Chroniques d'un cupidon)
  - Clément Albertini & Soprano - Terra umana (sur la compilation Corsu - Mezu Mezu)
  - KIK avec Soprano - Tout ira bien (sur l'album Rubi)
  - Emkal avec Soprano - Vie 2 Rêve (sur l'album A coeur ouvert)
  - Kendji Girac avec Soprano - J'ai tendance (sur l'album L'école de la vie)
  - Le 3ème Oeil avec Soprano - Y'en a plus (sur l'album Renaissance)

- 2023
  - Imen Es avec Soprano - Si baba (sur l'album Train de vie)
  - Lynda avec Soprano - Mon choix (sur l'album Un peu de moi)
  - Achim avec Soprano - Les voix dans ma tête (sur l'album Stratus Joyeux)
  - Ghetto Phénomène avec Soprano - C'est mon année
  - Hatik avec Soprano - perdant magnifique (sur l'album Niyya)
  - Elams avec Soprano - Baila (sur l'album Mwanamboka)
  - Jok'air avec Soprano - Garde la tête haute (sur l'album Melvin de Paris)
  - Bengous avec Page & Soprano - C'est la fête
  - 4.4.2 avec Sofiane, Kofs & Soprano - Yemma
  - Florent Pagny & Soprano - Bienvenue chez moi (sur l'album 2 bis)
  - Chroniques de Mars 3, BBKGB, La D2T & Soprano - "Colombiana" (sur l'album "Chroniques de Mars, Vol. 3")
  - Vianney & Soprano - "A ta santé" - (sur l'album "À 2 à 3")
  - Vianney, Kendji Girac & Soprano - "Je suis fou" - (sur l'album "À 2 à 3")
  - Lujipeka & Soprano - "Jusqu'à la folie"  - (sur l'album "Un week-end à Marseille")
  - Gaëtan Roussel & Soprano - "Ma totalité" - (sur l'album "Éclect!que")
  - Soprano - "Outro" (sur l'album Du Nord au Sud)

- 2024
  - Patrick Fiori, Ycare, Slimane, Claudio Capéo & Soprano - "Qu'est ce qu'on était beaux" - (sur l'album "Le chant est libre)
  - MC One & Soprano - "Derrière le rideau" - (sur l'album Conquérant)
  - Dr. Yaro & La Folie & Soprano - Ca va -  (sur l'album A Deux)
  - Sat, L'Algérino, Jul, Fahar, Alonzo, Le Rat Luciano, Menzo, Don Choa, As, Vincenzo & Soprano - Sous le soleil - (sur l'album 13'Organisé Volume II)
  - DJ Djel, Shurik'n, Alonzo, Le Rat Luciano, Soprano, L'Algérino, Akhenaton, Jul et Sat L'Artificier - Respectés dans le monde (sur l'album 13'Organisé Volume II)
  - Sasso & Soprani - Sans toi (sur l'album Stories)
  - Calogero & Soprano - Prends ma main (sur l'album X)
  - Corneille & Soprano - Au bout de nos peines (sur l'album L'Echo des perles
  - Brasco & Soprano - On fait semblant

- 2025
  - Souffrance & Soprano - Compte Double

## Clips vidéo
| Année | Titre                                            | Album                |
| ----- | ------------------------------------------------ | -------------------- |
| 2006  | Moi j'ai pas                                     | Puisqu'il faut vivre |
| 2007  | Halla Halla                                      | Puisqu'il faut vivre |
| 2007  | À la bien                                        | Puisqu'il faut vivre |
| 2010  | Darwa                                            | La Colombe           |
| 2010  | Crazy                                            | La Colombe           |
| 2010  | Ferme les yeux et imagine-toi (avecuring Blacko) | La Colombe           |
| 2010  | Hiro (avecuring Indila)                          | La Colombe           |
| 2011  | Dopé                                             | Le Corbeau           |
| 2011  | Regarde-moi                                      | Le Corbeau           |
| 2014  | Ils nous connaissent pas                         | Cosmopolitanie       |
| 2014  | Cosmo                                            | Cosmopolitanie       |
| 2014  | Préface                                          | Cosmopolitanie       |
| 2014  | Fresh Prince (avecuring Uncle Phil)              | Cosmopolitanie       |
| 2015  | Clown                                            | Cosmopolitanie       |
| 2015  | Le pain                                          | Cosmopolitanie       |
| 2015  | Millionnaire                                     | Cosmopolitanie       |
| 2015  | Barman                                           | Cosmopolitanie       |
| 2015  | Alleluia                                         | Cosmopolitanie       |
| 2016  | Le diable ne s'habille plus en Prada             | L'Everest            |
| 2016  | En feu                                           | L'Everest            |
| 2016  | Mon Everest (avecuring Marina Kaye)              | L'Everest            |
| 2017  | Roule                                            | L'Everest            |
| 2017  | Cœurdonnier                                      | L'Everest            |
| 2017  | Mon précieux                                     | L'Everest            |
| 2017  | Amour siamois (avecuring Lili Poe)               | L'Everest            |
| 2018  | À la vie à l'amour                               | Phœnix               |
| 2018  | Zoum (avecuring Niska)                           | Phœnix               |
| 2019  | Fragile                                          | Phœnix               |
| 2019  | Le coach (avecuring Vicenzo)                     | Phœnix               |
| 2019  | À nos héros du quotidien                         | Phœnix               |
| 2019  | Papa Sopra                                       | Phœnix               |
| 2020  | Musica (avecuring Ninho)                         | Phœnix               |
| 2020  | Ninja                                            | Phœnix               |
| 2021  | Près des étoiles                                 | Chasseur d'étoiles   |
| 2021  | Dingue                                           | Chasseur d'étoiles   |
| 2021  | NKOTB                                            | Chasseur d'étoiles   |
| 2021  | Forrest                                          | Chasseur d'étoiles   |
| 2022  | Superman n’existe pas (avecuring Zamdane)        | Chasseur d'étoiles   |
| 2022  | Venga mi (avecuring Gradur)                      | Chasseur d'étoiles   |
| 2022  | 3615 Bonheur                                     | Chasseur d'étoiles   |
| 2023  | Un peu plus près des stades                      | Chasseur d'étoiles   |
| 2024  | C24                                              | Freedom              |
| 2024  |                                                  | Freedom              |

## Projets en commun

### Avec Psy 4 de la rime
- 2002 : Block Party
- 2005 : Enfants de la Lune
- 2008 : Les Cités d'or
- 2013 : 4e dimension

### Autres albums communs
- 2012 : E = 2 MC's (Album commun avec REDK membre du groupe Carpe Diem)[16]

1. Le labo
2. Flow siamois
3. Avant de s'en aller
4. Meskine
5. J'ai vu
6. Simple constat 5
7. Rêves et illusions
8. Le temps d'une pause (avec Sarah Riani)
9. Afrika
10. Je rappe comme ça me chante
11. Secret de polichinelle (avec Carpe Diem)
12. A plumes ouvertes

### Mixtapes
- Avec Street Skillz
  - 2001 : Block Life Vol.1
  - 2002 : Block Life Vol.2
  - 2002 : Mains pleines de ciment
  - 2002 : Block Life Vol.3
  - 2003 : We Copy the remix
  - 2004 : Bloc de Style (le meilleur de Soprano et le Rat Luciano)
  - 2004 : Mains pleines de ciment 2
  - 2005 : Stallag 13
  - 2006 : Block Life Vol.4
  - 2010 : Mixtape street skillz vol.1